# Autumn Reeser
Autumn Reeser est une actrice américaine, née le 21 septembre 1980 à La Jolla (Californie).
Elle se fait d'abord connaître pour ses rôles réguliers dans les séries Newport Beach, Entourage, Super Hero Family et Last Resort, et son rôle récurrent dans Hawaii Five-O. Elle est aussi, de 2006 à 2018, l'une des têtes d'affiche de la troupe humoristique à succès The Thrilling Adventure Hour.
Depuis 2014, elle est l'une des reines de la comédie romantique à la télévision américaine, avec 15 films en tant qu'héroïne principale, pour la chaîne Hallmark. Elle a aussi tourné sous la direction de Clint Eastwood dans Sully, avec Tom Hanks (2016) et a tenu des rôles récurrents dans les séries Salvation et The Arrangement (2017-18).

## Biographie

### Carrière
Après avoir débuté sur scène dans des comédies musicales dès l'âge de 7 ans, elle étudie le théâtre à l'Université de Californie à Los Angeles puis au Beverly Hills Playhouse, une école d'artistes renommée. Elle fait ses premiers pas à Hollywood en 2001 dans un épisode de Star Trek : Voyager, puis décroche des rôles récurrents dans les sitcoms Parents à tout prix et Les Sauvages, produite par Mel Gibson.

#### Séries TV
Elle connaît le succès grâce au rôle de Taylor Townsend dans Newport Beach (2005-2007). Prévu au départ pour quatre épisodes seulement, le personnage est devenu majeur dans la dernière saison, passant de l'état de petite peste à celui de véritable héroïne, drôle et attachante.
Depuis la fin de Newport Beach, elle s'est notamment illustrée dans les séries Entourage (l'agent Lizzy Grant, qui mène la vie dure à Ari Gold dans les saisons 6 et 7), Valentine (la très drôle et puérile Phoebe, déesse de la mythologie grecque), Raising the Bar : Justice à Manhattan (Ashley Hastings, une jeune et brillante avocate), Super Hero Family (Katie, la pétillante laborantine geek, assistante de Julie Benz), Last Resort (l'ambitieuse Kylie Sinclair, marchande d'armes 'repentie') et La Diva du divan (la séductrice et ambiguë Abby Bruce, rivale et maîtresse de John Stamos).
Elle était aussi le Dr. Gabrielle Asano, la petite amie de Danny Williams dans Hawaii Five-0, mais n'a pas pu assumer ce rôle de manière régulière en raison de son engagement dans Last Resort (durant le tournage de la saison 3), puis d'une grossesse (tournage de la saison 4).
Elle est par ailleurs apparue de façon ponctuelle dans Les Experts, Ghost Whisperer, Cold Case : Affaires classées, Philadelphia, Pushing Daisies, etc.
En 2015, elle participe à trois épisodes de la série The Whispers produite par Steven Spielberg, notamment pour la très mémorable scène d'ouverture. Elle retrouve aussi Rachel Bilson, sa partenaire de Newport Beach, dans Hart of Dixie.
En 2016, elle est la principale guest star d'un épisode de Esprits criminels : Unité sans frontières. L'audience de la série monte de 18,59% par rapport à l'épisode précédent. Ce sera l'épisode le plus regardé de la série.
En 2017-2018, elle tient le rôle de Leslie Bellcamp, l'agent artistique de l'héroïne Megan, dans les deux saisons de The Arrangement, sur la chaîne E!.
Elle est également Tess, l'amour d'enfance de Darius Tanz, dans plusieurs épisodes de la série de CBS Salvation (2017).
Elle apparaît aussi dans un épisode de la série de Ryan Murphy, 9-1-1, en 2018, sur la FOX.

#### Films
Autumn Reeser a joué dans des films de tous genres, comme la comédie The Girl Next Door avec Elisha Cuthbert, le film d'horreur Génération Perdue 2 avec Corey Feldman, la comédie musicale American Voice avec Nina Dobrev, le thriller The Big Bang avec Antonio Banderas, le film d'action Mi$e à prix 2 avec Tom Berenger, et la comédie policière Mademoiselle Détective avec Miley Cyrus.
Fin 2012, elle reçoit de très belles critiques pour La parade de Noël, dont elle est l'héroïne principale. Elle s'impose peu à peu comme l'une des nouvelles reines de la comédie romantique à la télévision américaine, enchaînant les unitaires sur Hallmark Channel, toujours en tête d'affiche : Le Prince de minuit (octobre 2014), Un mariage sans fin (février 2015, où elle apparaît dans l'intégralité des scènes du film), Amour versus glamour (juin 2015, gros succès d'audience et critique), Saint-Valentin pour toujours (février 2016, élu film de l'année aux Family TV Movie Awards), etc.
A l'automne 2016, on la retrouve dans le biopic de Clint Eastwood, Sully, aux côtés de Tom Hanks.
En 2017-2018, elle est à l'affiche de quatre longs métrages, dans le rôle féminin principal : La Marque de la vengeance avec Jean-Claude Van Damme, Dead Trigger avec Dolph Lundgren, le thriller western Valley of Bones, dans le rôle d'une paléontologue, et le thriller fantastique La Llorona, inspiré d'une légende mexicaine.
Elle est aussi l'héroïne de six nouveaux téléfilms : le drame L'héritage de Noël (novembre 2017), et les comédies romantiques Les braises d'une romance, avec Marc Blucas (août 2018), Un amour de chef, avec Kavan Smith (février 2019), Croisière romantique, avec Brennan Elliott (août 2019), Noël sous un ciel étoilé, avec Jesse Metcalfe (novembre 2019) et L'Héritière de Noël, avec Antonio Cupo (décembre 2020).

#### Théâtre
De 2006 à 2018, elle est membre de la troupe humoristique The WorkJuice Players, qui se produit régulièrement sur scène à Los Angeles dans le programme à succès The Thrilling Adventure Hour. Elle y incarne de nombreux personnages burlesques et farfelus, comme l'aviatrice Amelia Earhart, qui voyage à travers le temps. Les comédiens Paul F. Tompkins, Paget Brewster, Joshua Malina et Busy Philipps sont également membres de la troupe.
En 2015, Autumn Reeser et The Thrilling Adventure Hour ont été invités à se produire à New York et à Chicago, puis en Australie (Sydney) et en Nouvelle-Zélande (Auckland et Wellington).
En 2019, elle joue dans la pièce de Nicky Silver Too Much Sun, à Los Angeles, dans un rôle dramatique qui lui vaut de très belles critiques.

#### Comédies musicales
Chanteuse et danseuse accomplie, elle a joué dans de multiples comédies musicales : Le magicien d'Oz, Annie, Le Hobbit, Le Vent dans les saules, Crazy for You, etc.
Autumn Reeser a aussi chanté dans plusieurs spectacles à Los Angeles, dont un pour Quentin Tarantino.

### Vie privée
Depuis novembre 2014, elle est séparée de Jesse Warren, avec qui elle était en couple depuis 2002.
Elle a deux fils : Finneus 'Finn' James (né le 10 mai 2011) et Dashiell 'Dash' Ford (né le 25 novembre 2013).
Passionnée par la nature, elle fait fréquemment des randonnées avec ses enfants.
Autumn Reeser parle français.
Elle a été élue à trois reprises dans le Hot 100 du magazine Maxim des 100 filles les plus sexy de la planète.
Depuis 2015, elle fait partie du comité directeur du SAG-AFTRA, le Syndicat des acteurs américains.
L'auteur Patrick Loubatière lui a consacré un ouvrage de 136 pages, Autumn Reeser - No Ordinary Girl, paru en français et anglais.

## Filmographie

### Télévision

#### Séries télévisées
- 2001 : Star Trek : Voyager : Ventu Girl (1 épisode)
- 2001 : Thrills : Allison (1 épisode)
- 2001 - 2004 : Parents à tout prix (Grounded for Life) : Alison (rôle récurrent - 6 épisodes)
- 2002 : C'est pas ma faute ! (Maybe It's Me) : Becky (2 épisodes)
- 2002 : Les Anges de la nuit (Birds of Prey) : Sherry (1 épisode)
- 2002 : Une famille du tonnerre (George Lopez) : Piper (2 épisodes)
- 2003 : Les Experts (CSI: Crime Scene Investigation) : Rachel Lyford (1 épisode)
- 2004 : Cold Case : Affaires classées (Cold Case) : Sœur Grace Ashley en 1958 (1 épisode)
- 2004 - 2005 : Les Sauvages (Complete Savages) : Angela Anderson (rôle régulier - 12 épisodes)
- 2005 : Philadelphia (It's Always Sunny in Philadelphia) : Megan (1 épisode)
- 2005 - 2007 : Newport Beach (The O.C.) : Taylor Townsend (rôle régulier - 31 épisodes)
- 2006 : Independent Lens : Lauren (1 épisode)
- 2007 : Ghost Whisperer : Sloane Alexander (1 épisode)
- 2008 : Pushing Daisies : Kentucky Fitz (1 épisode)
- 2008 - 2009 : Valentine : Phoebe Valentine (rôle régulier - 8 épisodes)
- 2009 : Raising the Bar : Justice à Manhattan : Ashley Hastings (3 épisodes)
- 2009 - 2010 : Entourage : Lizzie Grant (rôle récurrent - 10 épisodes)
- 2010 : Human Target : La Cible : Layla (2 épisodes)
- 2010 - 2011 : Super Hero Family (No Ordinary Family) : Katie Andrews (rôle régulier - 20 épisodes)
- 2011 - 2013 : Hawaii Five-0 : Dr Gabrielle Asano (rôle récurrent - 5 épisodes)
- 2011 : Royal Pains : Jane Cameron (1 épisode)
- 2012 - 2013 : Last Resort : Kylie Sinclair (rôle régulier - 12 épisodes)
- 2012 : Jane by Design : Charlotte (1 épisode)
- 2013 : La Diva du divan (Necessary Roughness) : Abby Bruce (rôle récurrent - 7 épisodes)
- 2015 : Hart of Dixie : Olivia Green (1 épisode)
- 2015 : The Whispers : Amanda Weil (3 épisodes)
- 2016 : Esprits criminels : Unité sans frontières : Sue "Susie" Davis (1 épisode)
- 2017 - 2018 : The Arrangement : Leslie Bellcamp (rôle récurrent - 10 épisodes)
- 2017 : Salvation : Theresa/Tess (3 épisodes)
- 2018 : 9-1-1 : Dr. Wells (1 épisode)
- 2022 : 4400 : Sienna Stone (1 épisode)

#### Téléfilms
- 2002 : The Brady Bunch in the White House : Marcia Brady
- 2007 : Le cœur de la bête / Un amour de loup-garou (Nature of the Beast) : Julia
- 2008 : American Voice (The American Mall) : Madison Huxley
- 2012 : La Parade de Noël (Love at the Thanksgiving Day Parade) : Emily Jones
- 2014 : Le Prince de minuit (Midnight Masquerade) : Elyse Samford
- 2015 : Un mariage sans fin (I Do, I Do, I Do) : Jaclyn Palmer
- 2015 : Amour versus glamour (A Country Wedding) : Sarah Standor
- 2016 : Saint-Valentin pour toujours (Valentine Ever After) : Julia Caldwell
- 2017 : L'héritage de Noël (A Bramble House Christmas) : Willa Fairchild
- 2018 : Les braises d'une romance (Season for Love) : Tyler Dawson
- 2019 : Un amour de chef (Love on the Menu) : Maggie Young
- 2019 : Croisière romantique (All Summer Long) : Tia Larkin
- 2019 : Noël sous un ciel étoilé (Christmas Under the Stars) : Julie Gibbons
- 2020 : L'Héritière de Noël (A Glenbrooke Christmas) : Jessica Morgan
- 2021 : Une New-Yorkaise à la ferme (The 27-Hour Day) : Lauren Garrett
- 2022 : Le voile magique de la mariée (The Wedding Veil) : Emma Lowell
- 2022 : The Wedding Veil Unveiled : Emma Lowell
- 2022 : The Wedding Veil Legacy : Emma Di Stefano
- 2022 : Always Amore : Elizabeth
- 2023 : The Wedding Veil Expectations : Emma Di Stefano
- 2023 : The Wedding Veil Inspiration : Emma Di Stefano
- 2023 : The Wedding Veil Journey : Emma Di Stefano
- 2024 : Un rêve à deux (Junebug) : Juniper

### Cinéma
- 2003 : The Plagiarist : Irene
- 2004 : The Girl Next Door : Jane
- 2004 : Art Thief Musical : Clarity
- 2005 : Our Very Own : Melora Kendall
- 2006 : Americanese : Sylvia
- 2007 : Palo Alto, CA : Jaime
- 2008 : Génération Perdue 2 (Lost Boys: The Tribe) : Nicole Emerson
- 2009 : Possessions : Jessica
- 2010 : La Méthode Bannen : Jailbait
- 2010 : Mi$e à prix 2 (Smokin' Aces 2) : Kaitlyn 'AK-47' Tremor
- 2011 : The Big Bang : Fay Neman
- 2012 : Mademoiselle Détective (So Undercover) : Bizzy
- 2016 : Sully de Clint Eastwood : Tess Soza
- 2017 : La Marque de la vengeance : Suzanne - rôle féminin principal
- 2017 : Valley of Bones : Anna - rôle principal
- 2017 : Dead Trigger : Tara Conlan - rôle féminin principal
- 2022 : The Legend of La Llorona : Carly Candlewood - rôle principal
- 2023 : Joli désastre (Beautiful Disaster) : Professeur Felder

## Critiques
(à propos de Newport Beach)  "La plupart de l’humour rafraîchissant de la série est offert par Autumn Reeser à elle seule. Reeser, qui est d’abord apparue dans la troisième saison, a été élevée à un statut de régulière quand les pouvoirs en place ont réalisé ce qu’ils avaient sous la main : cette fille était une mine d’or ! Pendant qu’elle gagnait le cœur de Ryan, elle gagnait le nôtre aussi."
(à propos d' Entourage)  "Son interprétation percutante et assurée de l'agent rival Lizzie Grant a revitalisé la série en berne, en donnant enfin à Ari Gold quelqu'un dont il puisse avoir peur. Redonner vie à des séries en panne de créativité semble être la spécialité de Reeser. Elle était déjà largement responsable du réveil de Newport Beach après le brusque départ de Mischa Barton."
(à propos de Super Hero Family)  "Les sidekicks joués par Autumn Reeser et Romany Malco ont systématiquement éclipsé les stars. Ils sont vifs, drôles, pleins de jugeote et charismatiques. Ils dirigent déjà la série, alors pourquoi ne pas carrément leur donner les clés ?"
(à propos de La parade de Noël)  "Une mention particulière pour Autumn Reeser, dont l’esprit, le charme et l’audace dans le rôle d’Emily portent l’histoire d’un bout à l’autre. Elle montre qu’elle est née pour la comédie romantique, en combinant le style d’Elisabeth Moss dans Mad Men, le charme de Doris Day à l’apogée de sa gloire des années 1960, et le débit d’élocution enlevé de Rosalind Russell dans le classique La Dame du vendredi."
(à propos de Esprits criminels : Unité sans frontières)  "Cet épisode à succès était porté par Autumn Reeser, dans le rôle d'une jeune mariée qui se fait enlever par un psychopathe aux mœurs plus que douteuses. Un rôle dramatique intense, qui témoigne une fois de plus de l’étendue de la palette d’actrice de celle que l’on a découverte avec le rôle de Taylor Townsend dans Newport Beach."
(à propos de La Marque de la vengeance)  "Jean-Claude Van Damme reçoit cette fois-ci l’aide d’une actrice charismatique, Autumn Reeser. Reeser a le plus de temps de présence à l’écran, et elle est le principal attrait du film. Elle incarne de façon convaincante l’héroïne, et fait preuve d’une ingéniosité et de ressources défensives considérables, sous les attaques de Daniel Bernhardt, María Conchita Alonso et Peter Stormare."
(à propos de L'héritage de Noël)  "Autumn Reeser incarne avec beaucoup de finesse et de justesse une jeune mère que la vie n’a pas épargnée, et dont le destin bascule soudain lorsqu’un homme dont elle fut l’infirmière, lui lègue à sa mort une immense fortune."
(à propos de Un amour de chef])  "Superbe dans une nouvelle coupe courte qui la rajeunit, Autumn Reeser y justifie son statut de reine de la comédie romantique à la télévision."
(à propos de la pièce Too Much Sun) "Autumn Reeser est magistrale dans la peau du personnage autour duquel presque tout se passe. Elle apparaît avec tellement d'authenticité qu'on se surprend à vouloir détourner la tête, par peur de s'introduire dans l'intimité de quelqu'un. Elle est la représentation parfaite ce qui fait le cœur de la pièce."

## Voix francophones
En France, Fily Keita est la voix régulière d'Autumn Reeser jusqu'en 2019. Depuis 2018, Céline Mauge lui fait concurrence, l'ayant doublée dans sept téléfilms.